# Soñarse de a dos
«Soñarse de a dos» es una canción interpretada por la cantante chilena Denise Rosenthal en colaboración con el cantante chileno Camilo Zicavo. Se estrenó el 14 de febrero de 2019 por Universal Music Chile.

## Antecedentes y lanzamiento
«Soñarse de a dos» presenta la primera colaboración de la cantante junto a su novio Camilo Zicavo vocalista y líder de la banda Moral Distraída, se estrenó con motivo del Día de los Enamorados a través de Universal Music Chile el 15 de febrero de 2019.
Se presentó en vivo por primera vez en el Teatro Nescafé de las Artes, durante el lanzamiento del último disco de Rosenthal Cambio de piel (2017).

## Composición
El tema que aborda una metáfora de amor de pareja, fue escrito por Denise junto a Camilo Zicavo. «Primera canción con mi hermosa compañera y mi primera como solista. Ha sido gran proceso y ojalá solo sea el primero de muchos» escribió Zicavo en su cuenta de Instagram.

## Vídeo musical
El vídeo dirigido por Martín Palma y grabado en Pirque, se publicó junto a la canción el 14 de febrero de 2019. En él se ve la historia de amor entre dos perros que tienen una cita entre ellos, «No queríamos sobreexponer nuestra relación y nos parecía importante hacer esta metáfora con dos animales, en donde estamos tratando de que se junten y que los perros se enamoren» comentó Denise sobre el vídeo.

## Posicionamiento en listas
| Listas (2019)          | Mejor posición |
| ---------------------- | -------------- |
| Chile (Monitor Latino) | 20             |